# York Wilson
Ronald York Wilson, né le 6 décembre 1907 à Toronto et mort le 10 février 1984 dans la même ville, est un peintre et muraliste canadien.

## Biographie
Ronald York Wilson naît le 6 décembre 1907 à Toronto.
D'abord reconnu pour ses peintures de style burlesque, il est aussi connu pour les commandes de murales qu'il réalise.
Il meurt le 10 février 1984 dans sa ville natale.